# Darkhan Assadilov
Pour les articles homonymes, voir Darkhan (homonymie).
Darkhan Assadilov est un karatéka kazakh, né le 27 août 1987 dans le Kazakhstan-Oriental, surtout connu pour avoir remporté la médaille d'argent en kumite individuel masculin moins de 60 kilos aux championnats du monde de karaté 2008 à Tōkyō, au Japon.

## Résultats
| Résultat           | Date             | Épreuve                   | Catégorie | Compétition                                  | Ville hôte                 |
| ------------------ | ---------------- | ------------------------- | --------- | -------------------------------------------- | -------------------------- |
| 5e place           | 21 octobre 2007  | Kumite individuel - 60 kg | Juniors   | Championnats du monde juniors et cadets 2007 | Istanbul, en Turquie       |
| Médaille d'or      | Juillet 2008     | Kumite individuel - 60 kg | Seniors   | Championnats du monde universitaires 2008    | Wrocław, en Pologne        |
| Médaille d'argent  | Août 2008        | Kumite individuel - 60 kg | Juniors   | Championnats d'Asie juniors et cadets 2008   | Kota Kinabalu, en Malaisie |
| Médaille d'argent  | 15 novembre 2008 | Kumite individuel - 60 kg | Seniors   | Championnats du monde 2008                   | Tōkyō, au Japon            |
| Médaille de bronze | Novembre 2018    | Kumite individuel - 60 kg | Seniors   | Championnats du monde 2018                   | Madrid, en Espagne         |
| Médaille de bronze | Aout 2021        | Kumite individuel - 67 kg | Seniors   | Jeux olympiques de Tokyo 2020                | Tokyo au Japon             |